# ハータ・エアトン
ハータ・エアトン（Hertha (Sarah) Marks Ayrton、1854年4月28日 - 1923年8月23日）は、イギリスの女性科学者、数学者、発明家である。女性として初めて電気学会のメンバーに選ばれた。1906年王立協会からヒューズ・メダルを受賞した。
本名は、フィービー・サラ・マークス（Phoebe Sarah Marks）。友人からドイツの大地の女神にあやかって「ハータ」と呼ばれ、本人もこれを気に入って、ケンブリッジ大学卒業後、改名した。社会運動家の支援者としても知られる。

## 経歴と評価
ユダヤ系ポーランド移民の子供としてポートシー島に生れた。16歳から家庭教師として出稼ぎし、生家を支える。ケンブリッジ大学では、ガートン・カレッジで数学を学んでいる。女性参政権運動家のバーバラ・ボディションの資金援助を受けて、フィンズベリーの工科大学に進学し、後に結婚することになるウィリアム・エドワード・エアトンのもとで物理学を学んだ。
1884年に線分の等分器を発明。
1890年代当時、劇場の照明器具や街灯には危険性の高くチカチカと音を立てる電孤が使用されており、ハータとウィリアムはこれに替わる照明装置の開発を目指していた。ハータはやがて、静かで明るい光を発する棒の開発に成功する。1902年、このアーク放電の研究成果をまとめた著作『電孤』を発刊し、電気学会（IEE）の会員に女性として初めて選ばれた。当時の英国学士院では、女性が発言することを認めてこなかったが、『電孤』が好評を博したことにより、1906年、女性として初めてヒューズメダルを授与されるにいたった。
第一次世界大戦中に使用されたマスタードガスを吹き払うエアトン送風機の開発や、建築設計のための製図用コンパスなど、数々の発明を行い、生涯で26の特許を登録。マリ・キュリーとも親交があった。

## その他の活動
女性参政権運動を支持し、参政権を要求する手紙をしたためたり、1911年のイングランド国勢調査ボイコット運動に参加するなど、積極的に行動するとともに、ハンガーストライキをする女性活動家らを支援した。「実際は女性の功績なのにそれを男性によるものとみなしてしまう誤りは、猫よりもしぶとく生き続けている」との言葉を残している。